# كأس تونس للكرة الطائرة للرجال 2017–18
كأس تونس للكرة الطائرة للرجال 2017-2018 هو الموسم رقم 62 من كأس تونس للكرة الطائرة للرجال.

فاز بهذا الموسم الترجي الرياضي التونسي.

## روابط خارجية
- الموقع الرسمي للجامعة التونسية للكرة الطائرة.